# Lin Xue
Lin Xue ou Lin Hsüeh ou Lin Siue, surnom: Tiansu est une artiste peintre chinoise du XVIIe siècle. Ses dates de naissance et de décès ainsi que ses origines ne sont pas connues mais on sait qu'elle est active, d'après la datation de son œuvre, dans la première moitié  du XVIIe siècle.

## Biographie
Courtisane dans la province du Fujian ou à Nankin, elle peint des paysages et des épidendrons. On connait d'elle Paysage de rivière et pêcheur dans une barque, éventail signé et daté 1620, Jeune prunier en fleurs et deux petits bambous, signé et daté 1621, enfin, au Museum für Ostasiatische Kunst de Cologne: Paysage dans le style de Huang Gongwang, éventail signé et daté 1620-1621, encre sur papier tacheté d'or.